# جرمایا گرنی
جرمایا گرنی (انگلیسی: Jeremiah Gurney; ۱۷ اکتبر ۱۸۱۲ – ۲۱ آوریل ۱۸۹۵) یک عکاس داگرئوتیپ آمریکایی بود که در نیویورک عکاسی می‌کرد.

## زندگی‌نامه
گرنی در تجارت جواهرات در ساراتوگا، نیویورک کار می‌کرد، اما عکاسی با داگرئوتیپ را از ساموئل مورس یاد گرفت، از آن به بعد به عکاسی پرداخت و پس از نقل مکان به شهر نیویورک، شروع به فروش عکس در کنار جواهرات مغازه خود کرد. منابع مختلف او را یا صاحب اولین گالری عکاسی در آمریکا و دومین متخصص پس از مورس، یا صرفاً یکی از اولین متخصصین در شهر نیویورک و «یکی از اولین» گالری‌های عکاسی در برادوی می‌نامند.
موزه هنر متروپولیتن موفقیت او را مدیون «تولید بهترین داگرئوتایپ‌ها در گاتهام» می‌داند و «پرتره‌های سه‌بعدی بسیار ظریف و شگفت‌انگیز» او مانند «دو دختر با لباس‌های یکسان» او را ستایش می‌کند. یک مقاله ساینتیفیک امریکن، با بررسی یک نمایشگر عکاسی در سال ۱۸۵۳ در کاخ کریستال پالاس، عکاسان آمریکایی را ستایش می‌کند و «ذوق و مهارت فوق‌العاده‌ای که در عکس‌های گرنی و دیگران نشان داده شده است» را در این نمایشگاه می‌خواند.
عکاس جنگ داخلی آمریکا متیو بریدی در شرکتی بود که قاب‌های مغازه گرنی را می‌ساخت و از موفقیت گرنی و راه‌اندازی یک شرکت رقیب برای ورود به عکاسی الهام گرفت.
یکی از چیزهایی که گرنی بیشتر به خاطر آن مشهور است، گرفتن تنها عکس شناخته شده از آبراهام لینکلن در حال مرگ است.

## نگارخانه

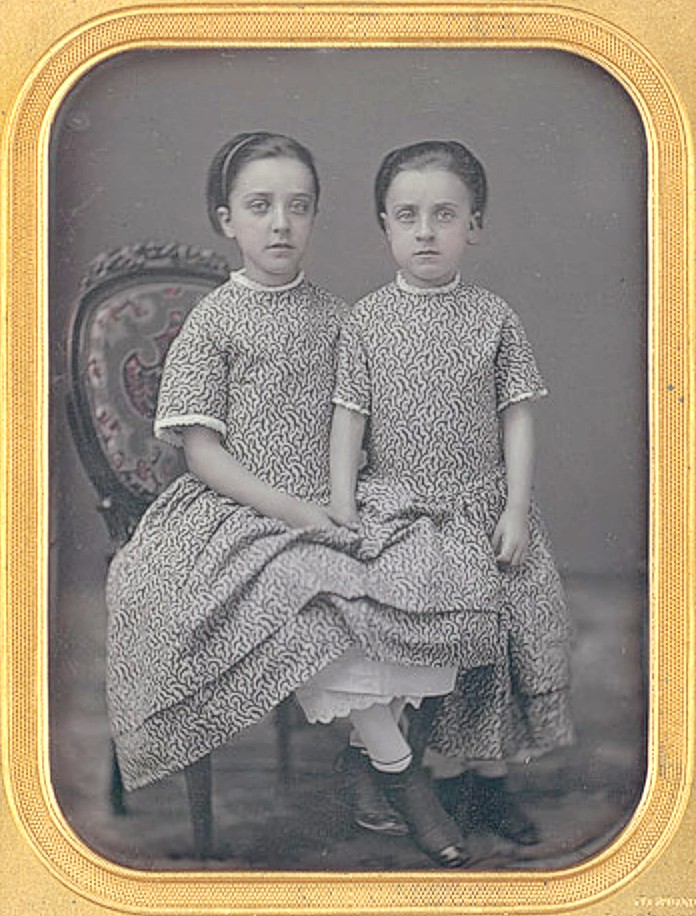
دو دختر با لباس‌های یکسان، ۱۸۵۷، واقع در موزه هنر متروپولیتن، نیویورک
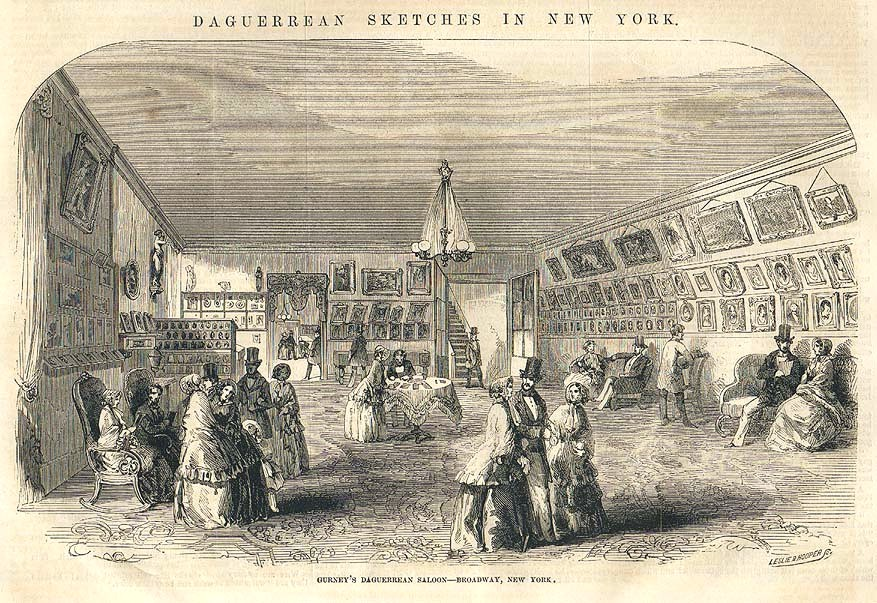
سالن داگر گارنی، داخل ۳۴۹ برادوی، ۱۸۵۳
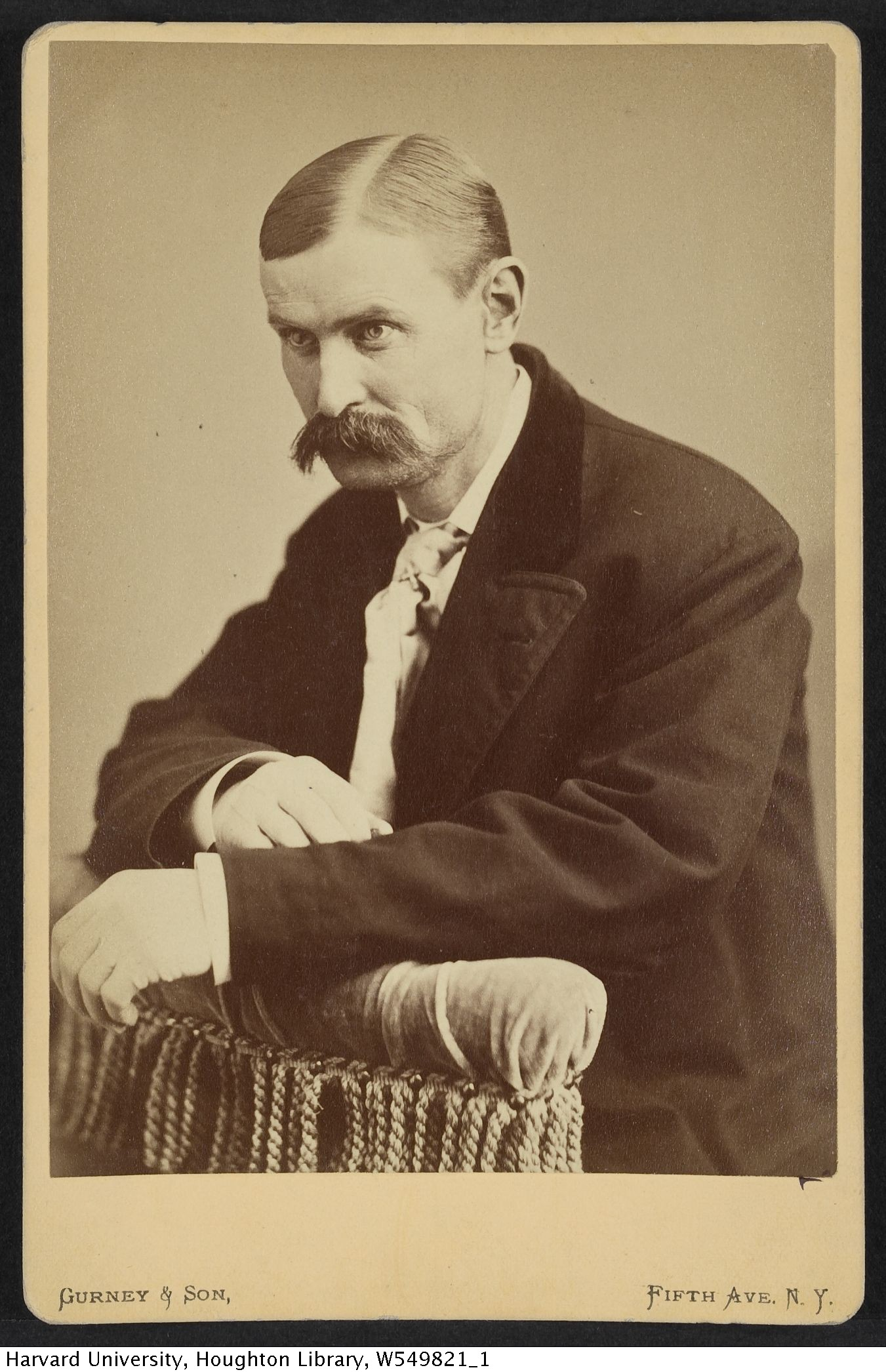
بازیگر نلسی سیمور
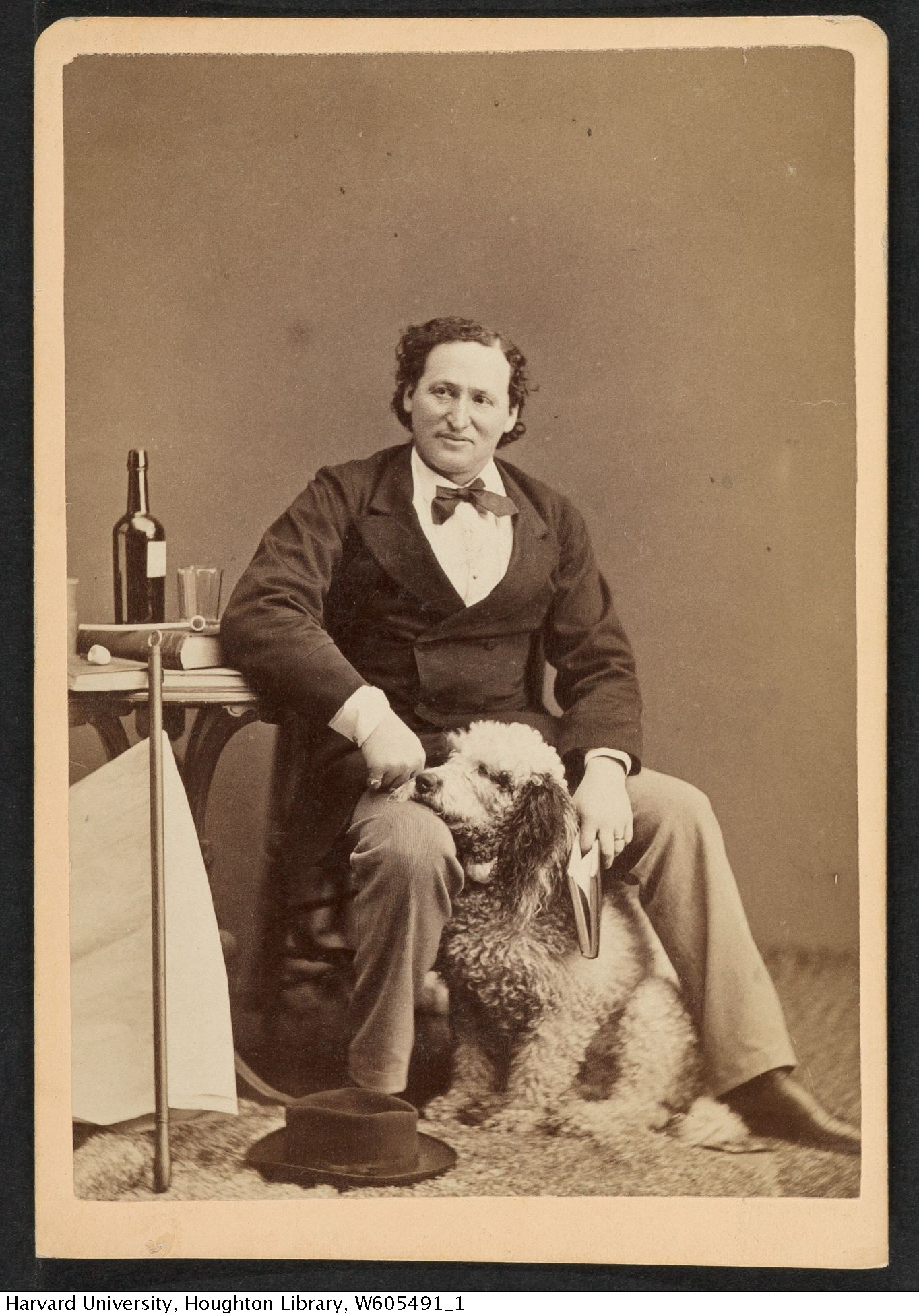
بازیگر دانیل ای. بندمن
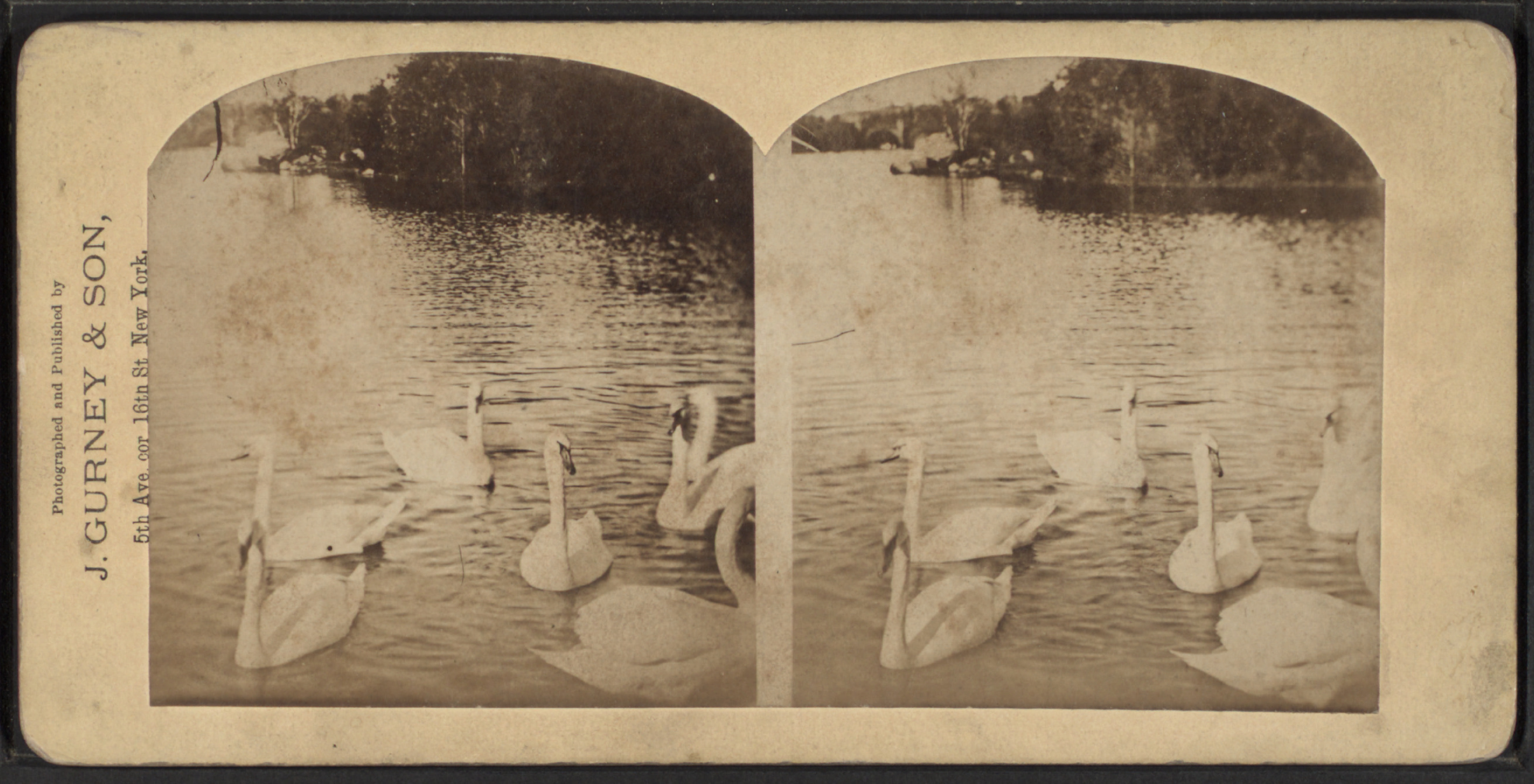
قوها در پارک مرکزی، نیویورک
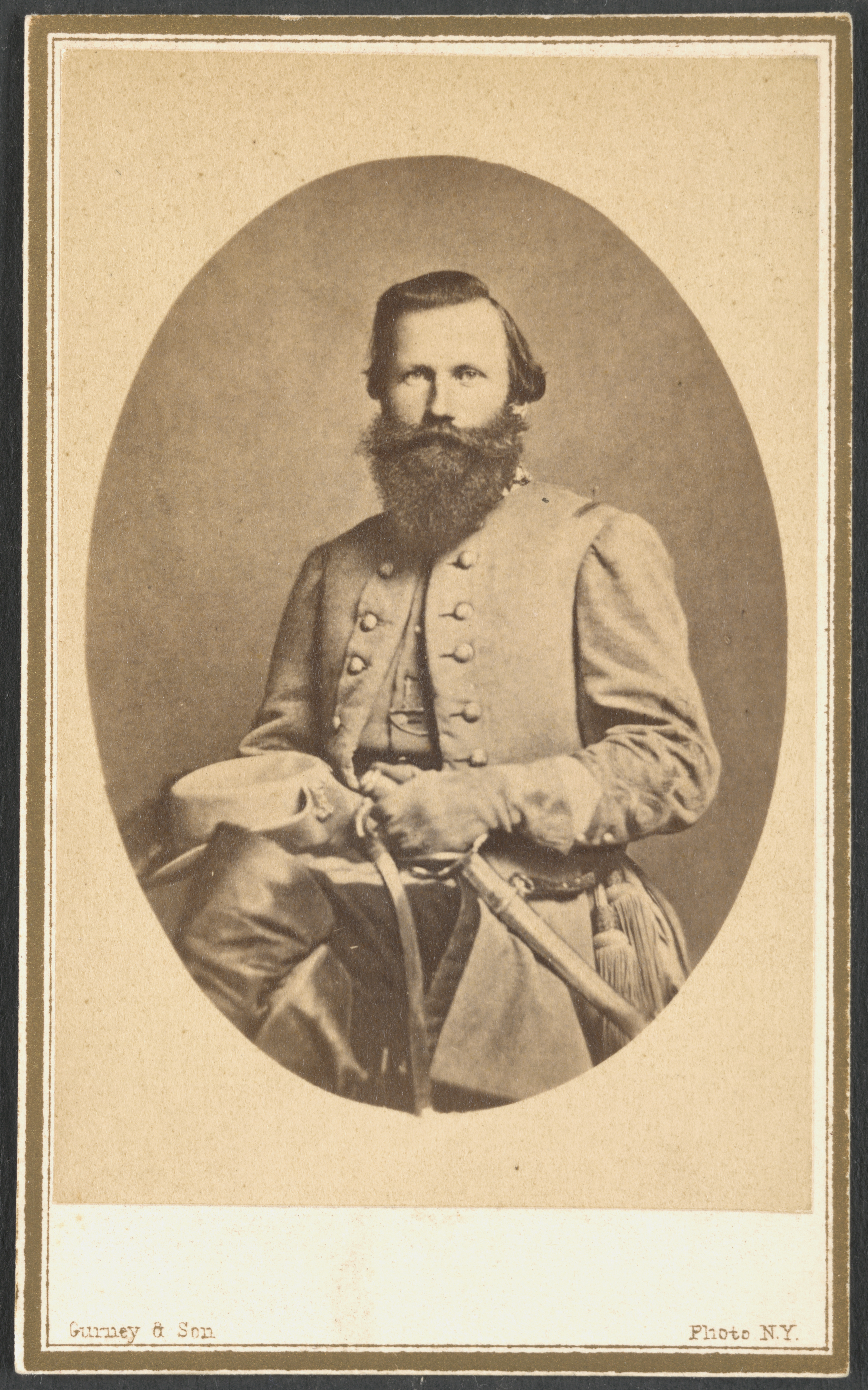
ژنرال جی. ای. بی استوارت